# Your Sinclair
Your Sinclair je britský časopis pro uživatele počítačů Sinclair ZX Spectrum. Časopis byl vydáván od prosince 1983 pod názvem Your Spectrum. V lednu 1986 byl název změněn na Your Sinclair. Časopis byl vydáván do září 1993.
Časopis obsahuje především recenze her a recenze uživatelských programů. Dále obsahuje programy v Basicu, příp. i strojovém kódu, které si uživatel může sám přepsat do počítače. V časopise také vycházela inzerce uživatelů. Od přejmenování časopisu byla část časopisu věnována i uživatelům počítače Sinclair QL.